# Estación Sarmiento (Chile)
Sarmiento es una estación ferroviaria chilena ubicada en la localidad de Sarmiento, comuna de Curicó, que fue construida en el km. 178,0 del FC de Estación Alameda a estación Curicó, y que posteriormente formó parte de la Red Sur de la Empresa de los Ferrocarriles del Estado (EFE). Actualmente la estación no presta servicios de pasajeros.

## Historia
La estación fue inaugurada junto con el resto del ferrocarril entre la estación San Fernando y estación Curicó el 25 de diciembre de 1868.
La estación dejó de recibir servicios de pasajeros en 1978.
En 2017 un incendio afectó al edificio de la bodega de la estación.
En 2021 se anunció la intención de reformar el recinto como espacio cultural municipal.

## Infraestructura
El edificio de la estación estaba siendo usada como casa particular hasta el fallecimiento de su ocupante, la cabina de mantención está en abandono y la bodega de la estación se encuentra en malas condiciones luego de un incendio en el año 2017.